# Giuseppe Tortelli

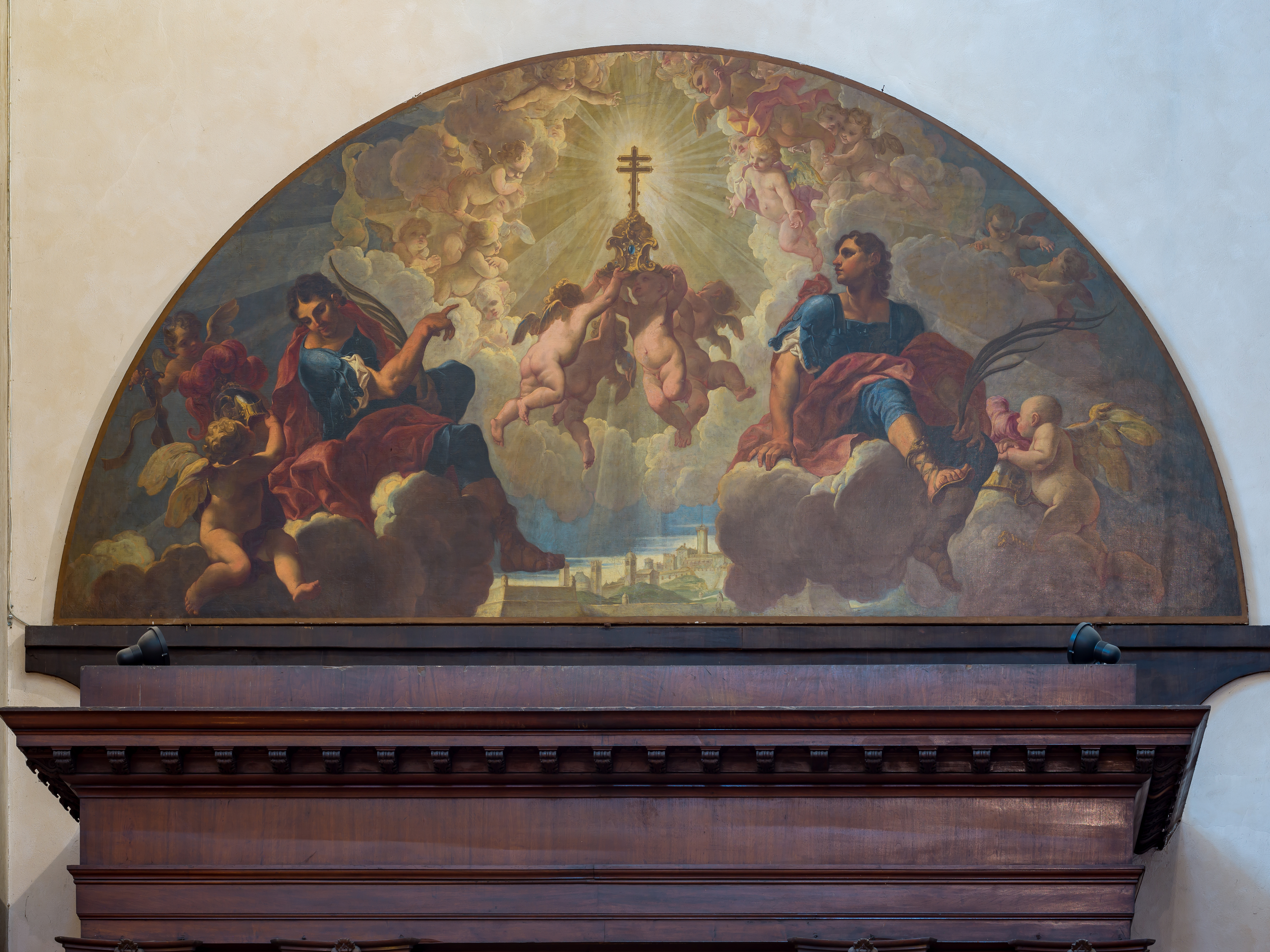
Olio su tela centinata con i Santi Faustino e Giovita di Giuseppe Tortelli nel Duomo nuovo a Brescia.

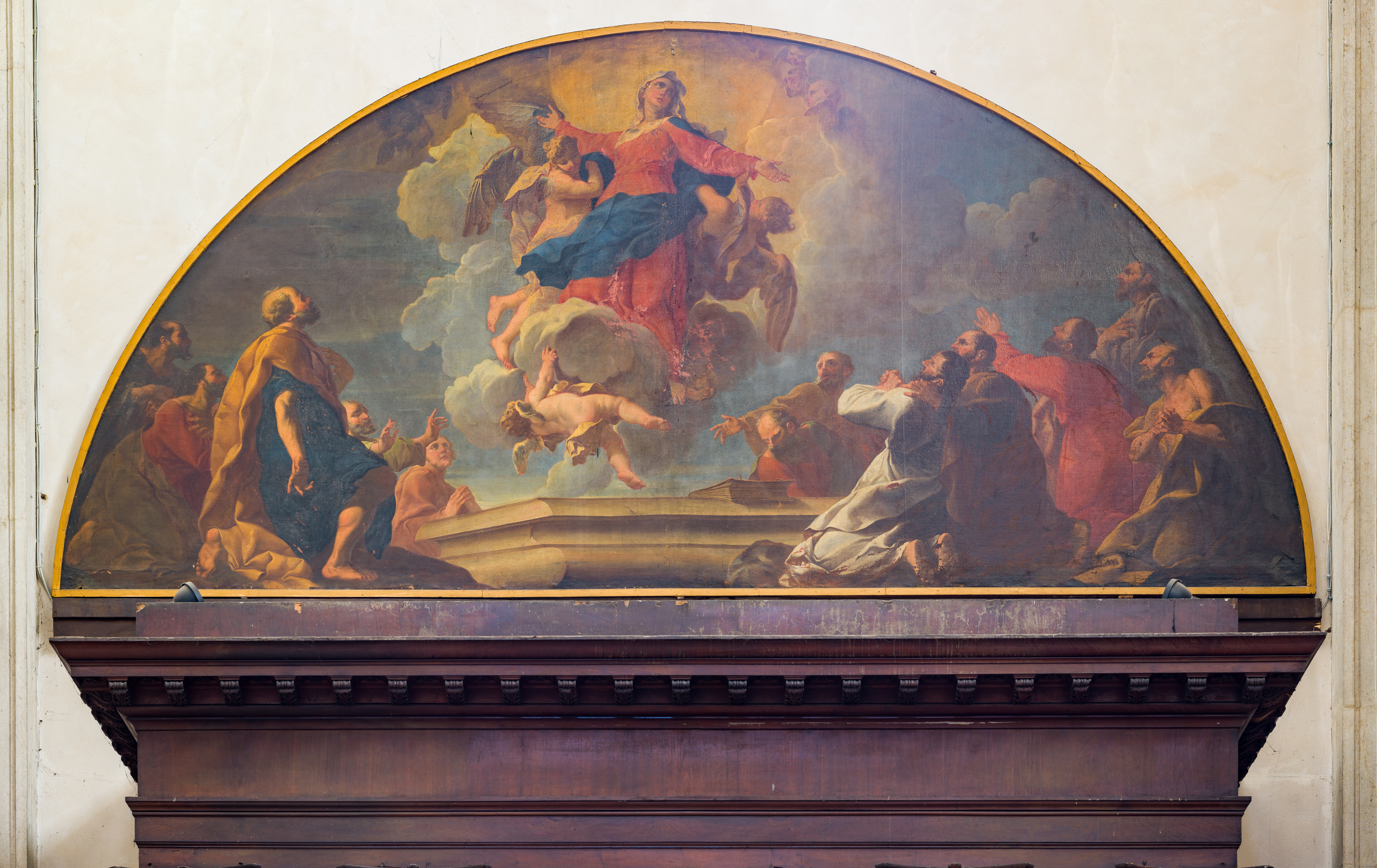
Assunzione di Giuseppe Tortelli nel Duomo nuovo a Brescia.

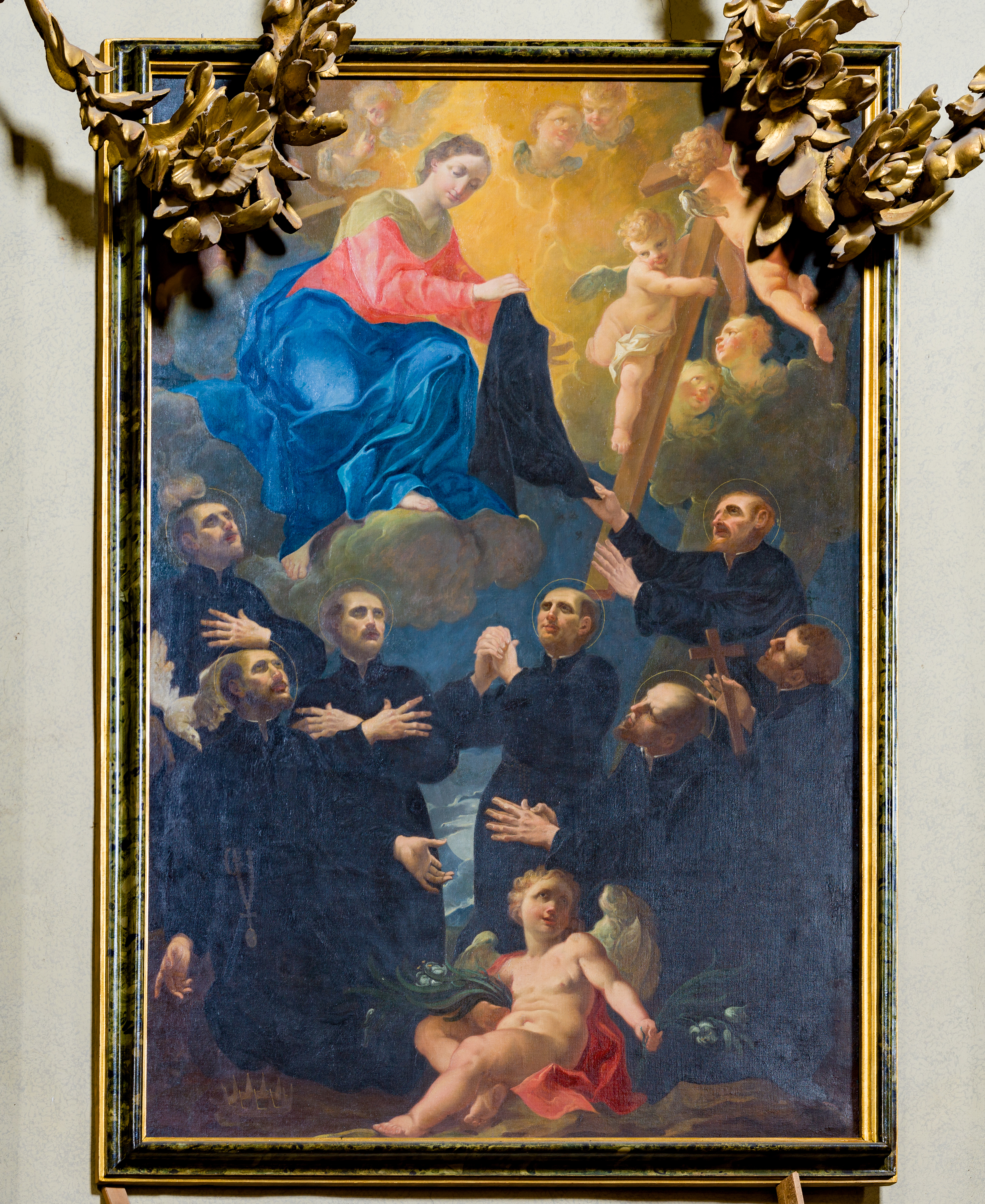
La Vergine ed i frati dell' Ordine dei Servi di Giuseppe Tortelli nella chiesa di Sant'Alessandro a Brescia.

Giuseppe Tortelli (Chiari, 1662 – Brescia, 1738) è stato un pittore italiano.

## Biografia
Ricevette un'ampia formazione in letteratura e filosofia e compì almeno due viaggi, a Napoli e Venezia, per studiare le opere dei maestri del suo tempo. La sua produzione pittorica è da collocare nell'arte barocca della seconda metà del Seicento: durante la sua carriera realizzò principalmente pale d'altare e affreschi per chiese della città e della provincia di Brescia. Fra i suoi allievi si ricorda il pittore Giuseppe Zola.

## Opere
- Santi Erasmo e Venanzio, 1738, primo altare destro della chiesa di San Zeno al Foro
- San Giovanni della Croce, secondo altare destro della chiesa di San Pietro in Oliveto
- Madonna del Carmine, terzo altare sinistro della chiesa di San Pietro in Oliveto
- Visione dell'inferno di Santa Teresa, terza lunetta sinistra della chiesa di San Pietro in Oliveto
- La Vergine consegna l'abito nero ai servi di Maria, parete sinistra del presbiterio della chiesa di Sant'Alessandro
- Immacolata con angeli, aggiunta ai Santi Anna e Gioacchino di Pietro Maria Bagnadore, quarto altare destro della chiesa di Santa Maria delle Grazie
- San Vincenzo Ferrer, terzo altare sinistro della chiesa di San Domenico (perduta)
- Una pala nell'oratorio di San Faustino a Manerbio
- Le tre Virtù teologali, terzo altare destro della Basilica minore di Santa Maria Assunta a Botticino (1720)
- Tondi con Storie della vita di Gesù, chiesa di Sant'Agata (cappella del Santissimo Sacramento), Brescia
- Cacciata degli angeli ribelli nella Parrocchiale di San Michele Arcangelo a Ostiano, in provincia di Cremona.